# Muuriaissaari (ö, lat 61,34, long 27,13)
Muuriaissaari är en ö i Finland. Den ligger i sjön Ylä-Kuhanen och i kommunen Sankt Michel i den ekonomiska regionen  S:t Michel och landskapet Södra Savolax, i den södra delen av landet, 170 km nordost om huvudstaden Helsingfors. Öns area är 0,6 hektar och dess största längd är 190 meter i sydöst-nordvästlig riktning.